# Intertoys
Intertoys is een Nederlandse winkelketen die naast speelgoed ook multimedia en andere toebehoren verkoopt. De organisatie had anno maart 2020 203 winkels verspreid over heel Nederland. Intertoys werd in oktober 2024 overgenomen door de Belgische speelgoedketen ToyChamp.

## Geschiedenis
Inkooporganisatie "Hobo Faam" startte op 25 juni 1976 met de inkoop van speelgoedartikelen. Er werden een serie eigen speelgoedwinkels opgezet. Eind 1976 waren er zeven bedrijven, onder andere in Hoorn, Veghel, Enkhuizen en Eindhoven. Tot 1979 voerden deze winkels eigen handel met eigen inkoop en een eigen naam naast de gemeenschappelijke naam "Intertoys". In 1979 ontstond het Intertoys-logo en gemeenschappelijke inkoop voor de winkels.
In 2005 nam Intertoys ook zijn intrek in België. Hier waren in alle grootsteden Christiaensen-speelgoedwinkels te vinden, tot deze in 2004 door Blokker werden opgekocht. Vele Christiaensen-filialen werden gesloten; enkele anderen werden omgebouwd tot een Intertoys- of Bart Smit-winkel, omdat deze namen bekender waren. De Belgische Intertoys-winkels bevonden zich in Aalst, Baarle-Hertog, Keerbergen, Knokke, Leuven, Luik, Overijse, Tongeren, Wijnegem en Brussel.

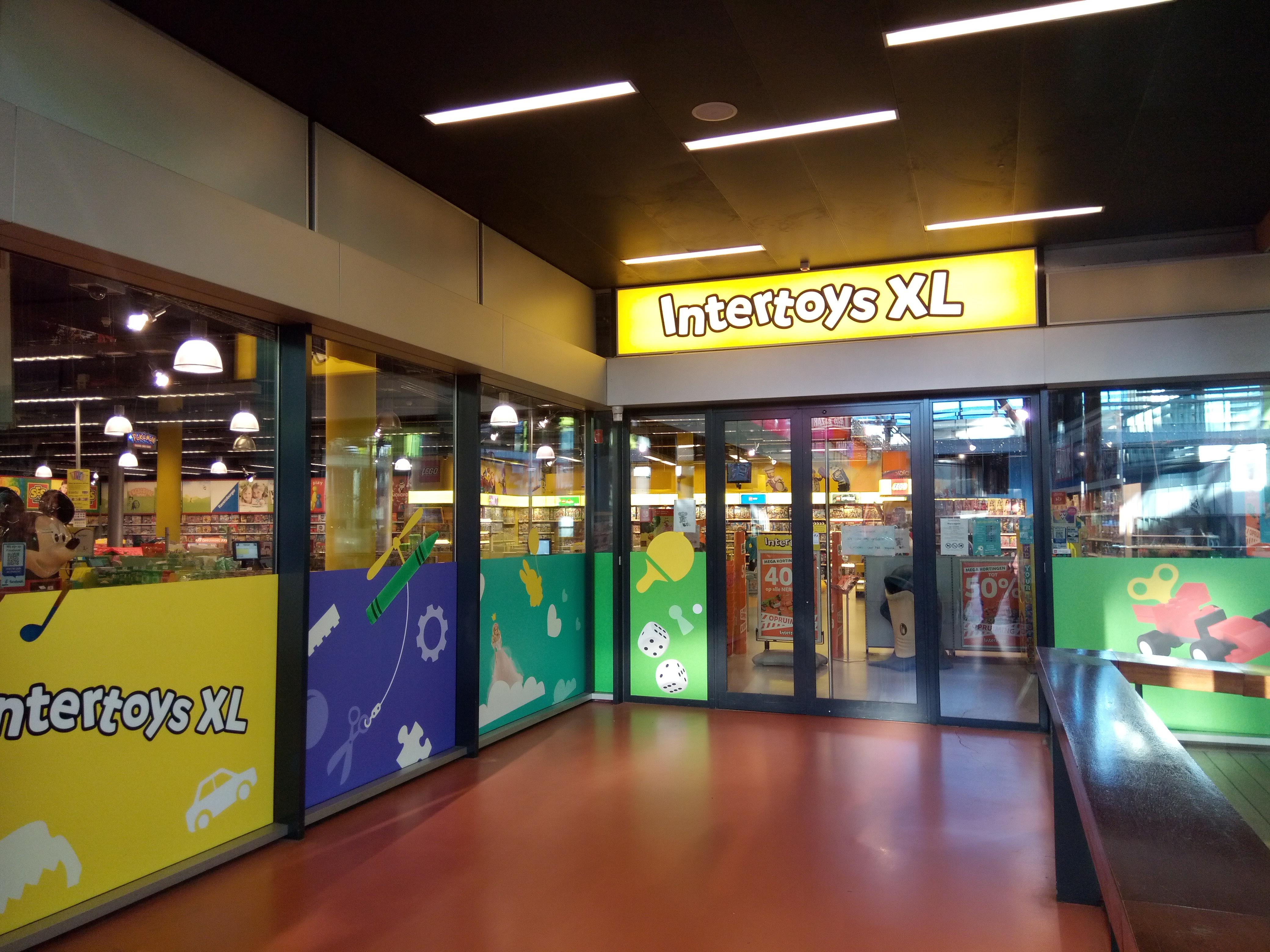
Een IntertoysXL-vestiging in Hoofddorp. Dit waren voorheen Toys XL-filialen

Medio 2016 werd bekend dat de speelgoedketens Toys XL en Bart Smit verder gingen onder de naam Intertoys. Blokker verwachtte hiermee de klant beter van dienst te kunnen zijn. De Nederlandse winkels van Bart Smit werden vanaf begin 2017 omgebouwd tot Intertoys-vestigingen. De filialen van Toys XL werden begin 2018 omgebouwd en veranderd in IntertoysXL-filialen. De reden om de winkel tot XL-varianten om te dopen was onder andere de grote oppervlakte van de winkels en dat deze filialen meer speelgoed aanboden dan een Intertoys-vestiging van regulier formaat.
Tot december 2017 maakte Intertoys deel uit van de Blokker Holding. Op 12 oktober 2017 maakte Blokker bekend dat Intertoys, met circa 4000 medewerkers, werd verkocht aan de Britse Alteri Investors. De overname was begin december 2017 afgerond. Intertoys had in 2017 circa 500 winkels, waarvan ongeveer 450 in Nederland (met ruim 100 franchisewinkels en 15 XL megastores).
Begin februari 2019 vroeg Intertoys surseance van betaling aan en werd op 21 februari van dat jaar failliet verklaard. De winkels bleven open op verzoek van de curatoren. Het bedrijf werd vervolgens aangekocht door de Portugese speelgoedspecialist Green Swan die het in afgeslankte vorm zal voortzetten. Begin september 2019 werd Intertoys verkocht aan Mirage Retail Group (de vroegere Blokker Holding).
Anno maart 2020 had Intertoys 123 eigen winkels en 80 franchisefilialen in Nederland waar zo'n 1100 werknemers werkten. Het hoofdkantoor van Intertoys is gevestigd in Amsterdam.
In augustus 2023 zette de Mirage Retail Group Intertoys in de markt voor verkoop.
Iets meer dan een jaar later, in oktober 2024, kwamen Mirage Retail Group en het Belgische familiebedrijf ToyChamp overeen dat Intertoys zou worden overgenomen door ToyChamp, dit onder voorbehoud van goedkeuring door de Autoriteit Consument & Markt.

## Het Speelboek
De voornaamste reden van de oprichting van een overkoepelend orgaan Intertoys eind jaren zeventig was de hoge kostenpost van individuele marketing. Intertoys riep daarom in 1987 het 'Speelboek' in het leven. Later verschijnt ieder jaar in de septembermaand een speelboek, voornamelijk met de Sinterklaas- en Kerstperiode op het oog. In dit speelboek staat tevens een wedstrijd waarbij het meestal de bedoeling is om verborgen items in het speelboek of in de winkel te vinden en deze te tellen. Verder werd in het speelboek van 1998 tot 2009 de datum van Domino Day vermeld op de pagina met domino-artikelen.

## Winkelmascotte
Naast het speelboek verscheen ook een winkelsymbool in 1987. Het olifantje genaamd Toy Toy, ontworpen door Comic House, werd het symbool voor de Intertoys Holding en al haar winkels. De eerste manifestatie was op het eerste speelboek in 1987. Pas in 1994 werd Toy Toy officieel het symbool.
Toy Toy kreeg een eigen televisieprogramma, de Toy Toy Show!. Dit werd uitgezonden op Kindernet van 1993 tot 1994. Het programma ging over Toy Toy en zijn buurmuis die samen kinderen in het programma ontvingen.
Rond het jaar 1995 was een divers assortiment artikelen met afbeeldingen van Toy Toy te koop bij Intertoys. Hieronder waren stickers en drinkbekers. Er waren ook Toy Toy-knuffels. Op het labeltje bevestigd aan de grootste uitgave daarvan staat het jaartal 1994 vermeld. De cd House mee met Toy Toy Deel 2 is gedateerd 1996.
Op de kaft van de speelboeken 2009 tot en met 2013 staat naast Toy Toy ook een babyolifant. Deze babyolifant was toentertijd ook als knuffel te koop bij Intertoys en heeft net als Toy Toy blond haar. Intertoys bracht verder in 2013 een educatieve poster uit met daarop Toy Toy en de babyolifant, met opschrift "leer de tafels met MiniToy".
In september 2017 verscheen een speelboek waarin Toy Toy in tegenstelling tot eerdere edities niet meer te vinden was. Dit speelboek deed qua formaat ook sterk denken aan de vroegere Bart Smit speelboeken en is daarmee, nadat Bart Smit in Intertoys is opgegaan, een breuk met het Intertoys-verleden. Begin oktober 2017 verscheen ook een bètaversie van een nieuwe Intertoys-website online, waarop Toy Toy ontbrak. Al eerder, in november 2016, werd in Amersfoort een proefwinkel geopend waarin nergens deze olifant te vinden was.
Per november 2019 is Toy Toy weer terug te vinden in de fysieke winkels, in het speelboek en op de website van Intertoys. Het heeft daarbij een vernieuwd uiterlijk gekregen.
Toy Toy is nog te vinden in het speelboek van 2021, maar niet meer in het speelboek van 2022. In het speelboek van 2022 worden op de binnenkant van de kaft vijf "nieuwste vriendjes van Intertoys" gepresenteerd. Dit zijn Hippo, Space, Kite, Meis en Bot. Dit zijn figuurtjes die zijn getekend in de stijl van een pictogram.